# Barleria tetracantha
Barleria tetracantha là một loài thực vật thuộc họ Acanthaceae. Đây là loài đặc hữu của Yemen. Môi trường sống tự nhiên của chúng là vùng nhiều đá.